# Chì(II) bromide
Chì(II) bromide là một hợp chất vô cơ với công thức hóa học PbBr2. Đó là một loại bột màu trắng, được sản xuất trong quá trình đốt cháy các loại xăng dầu có chứa chì.

## Điều chế và tính chất
Thông thường nó được điều chế bằng cách xử lý dung dịch muối chì (ví dụ chì(II) nitrat) với muối bromide. Quá trình này lợi dụng độ hòa tan thấp trong nước – chỉ có 0,455 g chất hoà tan trong 100 g nước ở 0 °C. Độ hòa tan sẽ gấp 10 lần nếu hòa tan trong nước sôi.
Chì(II) bromide có mặt phổ biến trong môi trường dùng vì nó là kết quả của việc sử dụng xăng có chì. Chì(IV) ethyl chì đã từng được sử dụng rộng rãi để cải thiện tính chất cháy của xăng. Để ngăn ngừa các loại chì oxide dẫn đến ô nhiễm động cơ, xăng được xử lý bằng hợp chất organobrom, chuyển oxide chì thành chì(II) bromide dễ bay hơi hơn, sau đó nó được thải từ động cơ ra môi trường.

## An toàn
Giống như các hợp chất của chì khác, chì(II) bromide được phân loại là một chất có thể gây ung thư cho con người theo cơ quan nghiên cứu về ung thư quốc tế công bố. Việc giải phóng nó vào môi trường từ xăng chì đang gây nhiều tranh cãi.

## Hợp chất khác
PbBr2 còn tạo một số hợp chất với CS(NH2)2, như:
- PbBr2·CS(NH2)2·H2O là tinh thể không màu;
- PbBr2·2CS(NH2)2 là tinh thể lục;
- PbBr2·3CS(NH2)2 là tinh thể vàng nhạt.[5]